# Хор гимназије „Јован Јовановић Змај”
Хор гимназије „Јован Јовановић Змај“ у Новом Саду је омладински мешовити хор основан 1828. године као ваннаставна активност. Током година постојања, хор се развијао уз помоћ некадашњих професора, односно диригената. Хор тренутно има 110 певача, којима руководи, од 2011. године, професор Јован Травица. Првих пар година, рад хора се односио само на покривање школских приредби, а 1987. године, хор је први пут наступао пред жиријем, и то на фестивалу музичких друштава Војводине. Од тада хор је стекао светску славу и захваљујући великом труду да се стекну многобројне награде, како за певаче, тако и за диригента, хор гимназије „Јован Јовановић Змај“ се налази на 355. месту, међу 1000 светских хорова, на листи међународног хорског удружења „Музика мунди“, у оквиру које углавном и наступа, кад је у питању европска сцена.

## Такмичења и награде
Због доприноса традиционалној хорској музици и високом нивоу интерпретације, хору и диригенту су додељене бројне награде и признања, међу којима су: сребрна медаља на међународном хорском фестивалу, у организацији „Музика мунди“, одржаном у Будимпешти у априлу 2001, сребрна медаља на 7. међународном фестивалу хорова, одржаном у Риви дел Гарди (у Италији) у марту 2002, златна медаља на Мајском музичком фестивалу у Бијељини 2002. године и златна медаља на Трећем међународном фестивалу и такмичењу хорова „Јоханес Брамс“, у Вернигероде у (у Немачкој). У јулу 2004. Године овај хор је учествовао, по први пут, на хорској олимпијади у Бремену, и то у две категорије: „Духовна музика а капела“, где је освојио сребрну диплому, и у категорији „Мешовити омладински хорови“. После годину дана паузе на међународном нивоу, 2006. хор је освојио прву бронзу, у Превези (у Грчкој).
2007. година је била најуспешнија година за младе певаче; наиме, наступали су двадесетак пута у самом граду, а поред тога, освојили су три награде, „Гран при“ у Москви, у оквиру такмичења, односно фестивала свих словенских земаља. Фестивал 2008. године је посвећен Србији, где се хор неће моћи појавити због политичке ситуације у земљи, али је Руски омладински хор боравио у Србији, као гост на фестивалу чији је домаћин гимназијски хор. Друга награда у 2007. је златна диплома у Линцу (у Аустрији), у јулу, а трећа награда је злато на фестивалу у Србији, о коме ће у наставку бити речи.
Као прилог у ширењу љубави према хорској музици и популаризовању хорског певања у Србији и на Балкану, под окриљем гимназије се већ шести пут 2008. године одржало такмичење средњошколских хорова. Прво такмичење је окупило 13 хорова са око 700 певача из целе Србије. Данас је ово такмичење признато од стране Министарства просвете и спорта Републике Србије, а такмичење је подржано и од стране Удружења музичких и балетских педагога Републике Србије. Године 2008. било је покушаја да се такмичење уздигне на међународни ниво, тј. на ниво земаља Балкана, али то није успело. Такмичење се одржава крајем марта, односно почетком априла и траје један дан. 2008. године датум одржавања је био 29. март, а хор је у категорији мешовитих хорова добио прву диплому.
Хор је, поред чланства у „Музика мунди“, члан и Савеза српских хорова.
У децембру 2002. године, Извршно веће аутономне покрајине Војводине доделило је награду хору, за изузетна достигнућа у области уметности и резултате на домаћим и међународним такмичењима. Ова награда је додељена хору и 2006. године.
2008. године, на хорској олимпијади у Грацу, освојио је 2. место у категорији мешовитих хорова до 24. године.
Хор је још једном, у низу поебеда, освојио такмичење средњошколских хорова у Србији 28. марта 2009. године. Са 98 поена, они су заузели прво место.
Хор Гимназије „Јован Јовановић Змај” победио је на Интернационалном фестивалу за младе хорове и оркестре „Music Festa Florence” у Италији, у категорији до 21 године.

## Публикације
До сада (2008), хор је снимио четири компакт-диска, на којима су како световне, тако и духовне композиције, на српском, немачком, латинском, италијанском, шпанском, француском, руском итд. Компакт-дискови покривају период од ране ренесансе до данас, а хор тренутно има богат репертоар, са тежиштем на десетак дела, која су планирана за извођење на фестивалима. Следећи наступ хора је заказан за 18. април 2008. године, у оквиру републичког такмичења омладинских хорова, које ће бити одржано у свечаној сали гимназије „Јован Јовановић Змај“, Златне Греде 4, Нови Сад.